# Katolická (termín)
Viz též: Katolická či Římskokatolická (termín)

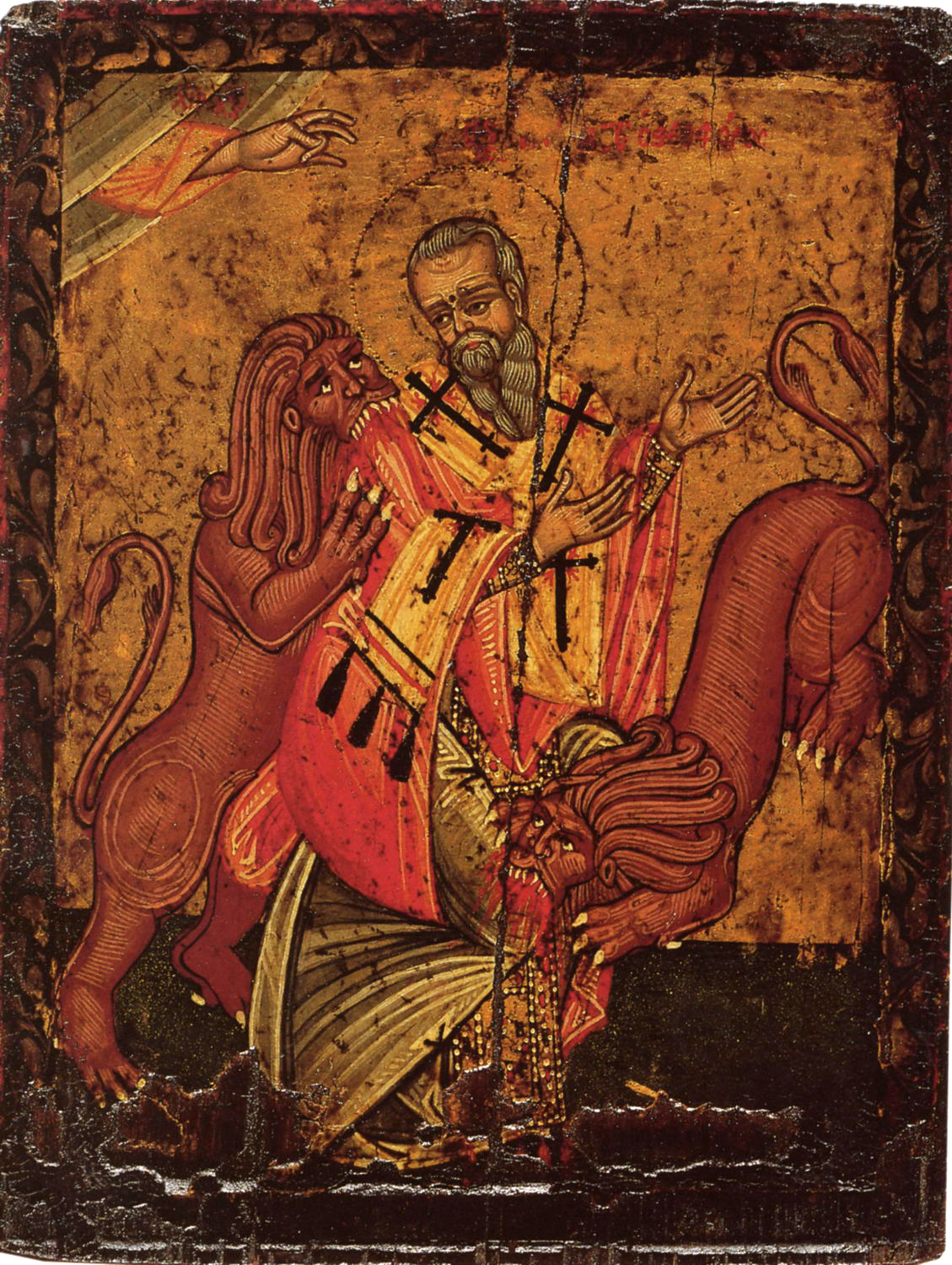
Poprvé použil termín „katolická církev“ (doslova znamená „univerzální církev“) církevní otec sv. Ignác z Antiochie ve svém Listu Smyrňanům (kolem roku 110 n. l.). Ignáci z Antiochie se také připisuje nejstarší zaznamenané použití termínu „křesťanství“ (řecky: Χριστιανισμός) v roce 100 n. l. Zemřel v Římě, jeho ostatky se nacházejí v bazilice svatého Klimenta v Lateráně.

Termín katolická či katolický (odvozené přes pozdně latinské catholicus ze starořeckého adjektiva καθολικός (katholikos) ,všeobecnýʻ či ,univerzálníʻ) pochází z řeckého výrazu καθόλου (katholou) ,v celku, podle celku, obecněʻ a je kombinací řeckých slov κατά (kata) ,oʻ a ὅλος (holos) ,celýʻ. První známé použití slova „katolická“ pochází od církevního otce svatého Ignáce Antiochijského v jeho Listu Smyrňanům (kolem roku 110 n. l.) V kontextu křesťanské ekleziologie má bohatou historii a několik způsobů použití.
Slovo katolická či katolický může znamenat buď „katolické víry“, nebo „vztahující se k historickému učení a praxi západní církve“. Ze stejného jazykového původu je odvozen i titul „Katolikos“, který se používá pro hlavu některých církví ve východních křesťanských tradicích.
V necírkevním prostředí je jeho význam odvozen přímo od jeho kořene a v současné době znamená:
- zahrnující širokou škálu věcí nebo všeobjímající;
- univerzální nebo všeobecný význam;
- se všeobecnými zájmy nebo širokými sympatiemi;
- všeobecný, zvoucí.

Tento termín byl začleněn do názvu největšího křesťanského společenství, římskokatolické církve. Všechny tři hlavní větve křesťanství na Východě – pravoslavná církev, starobylé východní církve a církev Východu – se v souladu s apoštolskými tradicemi a Nicejským vyznáním víry vždy označovaly jako katolické. Luteráni, reformovaní, anglikáni a metodisté také věří, že jejich církve jsou „katolické“ v tom smyslu, že i ony jsou v kontinuitě s původní univerzální církví založenou apoštoly. Každá církev však vymezuje rozsah „katolické církve“ jinak. Například římskokatolická církev, východní pravoslavná církev, východní pravoslavná církev a východní církev, každá z nich tvrdí, že její vlastní denominace je totožná s původní univerzální církví, od níž se všechny ostatní denominace odtrhly.
Raná definice toho, co je „katolické“, byla shrnuta v takzvaném vincenciánském kánonu v Commonitoriu z 5. století: „v co se věřilo všude, vždy a všemi.“ Mezi rozlišovací znaky katolicity, tedy víry většiny křesťanů, kteří se nazývají „katolickými“, patří biskupské zřízení, podle něhož jsou biskupové považováni za nejvyšší stupeň služebníků křesťanského náboženství, a také Nicejské vyznání víry z roku 381 n. l. Zejména katolicita je spolu s jednotou, svatostí a apoštolskostí považována za jeden ze čtyř znaků církve, který se nachází v prvním odstavci Nicejského vyznání víry: „Věřím v jednu svatou, katolickou a apoštolskou církev.“
V průběhu středověku a novověku se objevily další rozdíly v používání pojmů západní katolická a východní katolická. Před schizmatem mezi Východem a Západem v roce 1054 měly tyto termíny pouze základní geografický význam, protože existovalo pouze jedno nerozdělené katolictví, které spojovalo latinsky mluvící křesťany na Západě a řecky mluvící křesťany na Východě. Po schizmatu se terminologie značně zkomplikovala, což vedlo k vytvoření paralelních a protichůdných terminologických systémů.

## Etymologie
Řecké přídavné jméno katholikos, od něhož pochází termín katolický, znamená „všeobecný“. Přímo z řečtiny nebo prostřednictvím pozdně latinského catholicus se termín katolický dostal do mnoha dalších jazyků a stal se základem pro vznik různých teologických termínů, jako je katolicismus a katolicita (pozdně latinské catholicismus, catholicitas).
Výraz katolicismus je podobou pozdně latinského catholicismus, abstraktního podstatného jména založeného na přídavném jménu katolický. Novodobý řecký ekvivalent καθολικισμός katholikismos je zpětně utvořen a obvykle označuje katolickou církev. Výrazy katolický, katolicismus a katolicita úzce souvisejí s používáním termínu katolická církev. (Další použití viz Katolická církev (rozcestník).)
Nejstarším dokladem o používání tohoto termínu je List Smyrňanům, který napsal Ignác z Antiochie kolem roku 107 křesťanům ve Smyrně. Vyzýval křesťany, aby zůstali úzce spojeni se svým biskupem, a napsal: „Kdekoli se objeví biskup, tam ať je i zástup [lidu] jako všude; tak jako kde je Ježíš Kristus, tam je katolická církev.“
Od druhé poloviny 2. století se slovo „katolický“ začalo používat ve významu „pravověrný“ (neheretický), „protože katolíci tvrdili, že učí celou pravdu a představují celou církev, zatímco hereze vznikla přeháněním některé z pravd a byla v podstatě částečná a místní“. V roce 380 císař Theodosius I. omezil používání termínu „katolický křesťan“ výhradně na ty, kteří vyznávali stejnou víru jako římský papež Damasus I. a alexandrijský patriarcha Petr. Řada dalších raných autorů včetně Cyrila Jeruzalémského (asi 315–386), Augustina z Hippo (354–430) dále rozvíjela používání termínu „katolický“ ve vztahu ke křesťanství. Vincenciův kánon z 5. století, vydaný v Commonitoriu, definoval „katolické“ jako „to, čemu se věřilo všude, vždy a všemi.“

## Historické používání

### Ignác z Antiochie

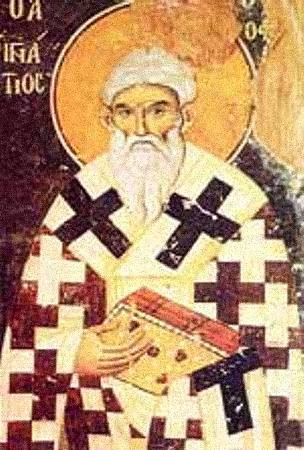
Termín „katolická církev“ (v doslovném překladu „všeobecná církev“) poprvé použil církevní otec sv. Ignác Antiochijský (asi 50–140) ve svém Listu Smyrňanům (asi 110 n. l.). Zemřel v Římě a jeho ostatky se nacházejí v bazilice sv. Klimenta na Lateráně.

Nejstarším dokladem o používání termínu „katolická církev“ je List Smyrňanům, který napsal Ignác z Antiochie kolem roku 107 n. l. křesťanům ve Smyrně. V něm nabádal křesťany, aby zůstali úzce spojeni se svým biskupem:
Kdekoli se objeví biskup, tam ať je i zástup [lidu]; tak jako všude, kde je Ježíš Kristus, je i katolická církev.
O významu této věty pro Ignáce napsal J. H. Srawley:
Jedná se o nejstarší výskyt výrazu „katolická církev“ v křesťanské literatuře (ἡ καθολικὴ ἐκκλησία). Původní význam slova je „všeobecný“. Tak Justin Mučedník (Dial. 82) mluví o „všeobecném nebo univerzálním vzkříšení“ a používá slova ἡ καθολικὴ ἀνάστασις. Podobně je zde univerzální církev postavena do protikladu ke konkrétní církvi ve Smyrně. Ignác má katolickou církví na mysli „souhrn všech křesťanských obcí“ (Swete, Apostles Creed, s. 76). Stejně tak je list církve ve Smyrně adresován všem sborům svaté katolické církve na všech místech. A tento prvotní smysl „všeobecný“ slovo nikdy neztratilo, i když v druhé polovině 2. století začalo dostávat druhotný smysl „pravověrný“ v protikladu k „heretickému“. Takto je použito v raném kánonu Písma, v Muratoriánském fragmentu (kolem roku 170 n. l.), který označuje některé heretické spisy za „nepřijaté v katolické církvi“. Stejně tak Cyril Jeruzalémský ve 4. století říká, že církev se nazývá katolickou nejen proto, „že je rozšířena po celém světě“, ale také proto, „že učí úplně a bez závad všechny nauky, které by se měly dostat k poznání lidí“. Tento druhotný význam vznikl z původního významu proto, že katolíci tvrdí, že učí celou pravdu a že představují celou církev, zatímco hereze vzniká z přehánění některé z pravd a je v podstatě částečná a místní.
Katolickou církví Ignác označil univerzální církev. Ignác se domníval, že někteří heretici jeho doby, kteří odmítali, že by Ježíš byl hmotnou bytostí, která skutečně trpěla a zemřela, a místo toho říkali, že „jen zdánlivě trpěl“ (Smyrňané, 2), nebyli skutečnými křesťany.

### Polykarpovo mučednictví
Tento termín je také použit v Polykarpově mučednictví (156 n. l.):
Boží církvi, která pobývá ve Smyrně, Boží církvi, která pobývá ve Filomeliu, a všem sborům svaté a katolické církve na všech místech: Milosrdenství, pokoj a láska od Boha Otce a našeho Pána Ježíše Krista ať se rozmnoží.
Když totiž [Polykarp] trpělivostí přemohl nespravedlivého správce a získal tak korunu nesmrtelnosti, nyní spolu s apoštoly a všemi spravedlivými [v nebi] radostně oslavuje Boha, Otce, a dobrořečí našemu Pánu Ježíši Kristu, Spasiteli našich duší, Správci našich těl a Pastýři katolické církve na celém světě.

### Muratoriův fragment
Muratoriův fragment (177 n. l.) zmiňuje:
[Pavel] kromě toho napsal jeden dopis Filemonovi, jeden Titovi a dva Timoteovi, a to z pouhé osobní náklonnosti a lásky, které jsou však v katolické církvi posvěceny a upraveny církevní kázní. V oběhu je také jedno Laodicejským a druhé Alexandrijským, zfalšované pod Pavlovým jménem a adresované proti herezi Markionově; a je také několik dalších, které nemohou být přijaty do katolické církve, protože se nehodí, aby se žluč mísila s medem.

### Tertulián
Tento termín používá Tertulián (200 n. l.):
Kde tedy byl Markión, ten lodník z Pontu, horlivý student stoicismu? Kde byl tehdy Valentínos, žák platonismu? Je totiž zřejmé, že tito muži žili ne tak dávno – z větší části za vlády Antonína – a že zpočátku byli vyznavači učení katolické církve v římské církvi za episkopátu blahoslaveného Eleuthera, dokud nebyli pro svou věčně neklidnou zvědavost, kterou nakazili i bratry, nejednou vyhnáni.

### Klement Alexandrijský
Klement Alexandrijský (202 n. l.) uvádí:
Proto říkáme, že co do podstaty a ideje, co do původu a přednosti je starobylá a katolická církev jediná, neboť se shromažďuje v jednotě jediné víry.

### Cyprián z Kartága
Cyprián z Kartága (254 n. l.) napsal velké množství listů, v nichž tento termín používá:
Marcianus, který sídlí v Arsu, se spojil s Novatiánem a odklonil se od jednoty katolické církve. [...] Zatímco biskup Kornelius byl v katolické církvi vysvěcen z Božího rozhodnutí a na základě voleb duchovenstva a lidu.
Když jsme se sešli na poradě, nejdražší bratři, četli jsme váš dopis, který jste nám napsali o těch, kteří se zdají být pokřtěni heretiky a schizmatiky, (a ptali se), zda když přijdou do katolické církve, která je jedna, mají být pokřtěni.
Snaží se předřadit a upřednostnit špinavé a profánní obmytí heretiků před pravým a jediným a legitimním křtem katolické církve. [...] Měli bychom všemi prostředky udržovat jednotu katolické církve a v žádném ohledu neustupovat nepřátelům víry a pravdy. [...] Jejichž názorem, jakožto náboženským, zákonným a spásným a v souladu s katolickou vírou a církví, jsme se také řídili.
Kromě listů 66, 69 a 70 se tento termín vyskytuje také v listech 19, 40, 41, 42, 43, 44, 45, 46, 50, 51, 54, 63, 68, 71, 72, 74, 75.

### Cyril Jeruzalémský

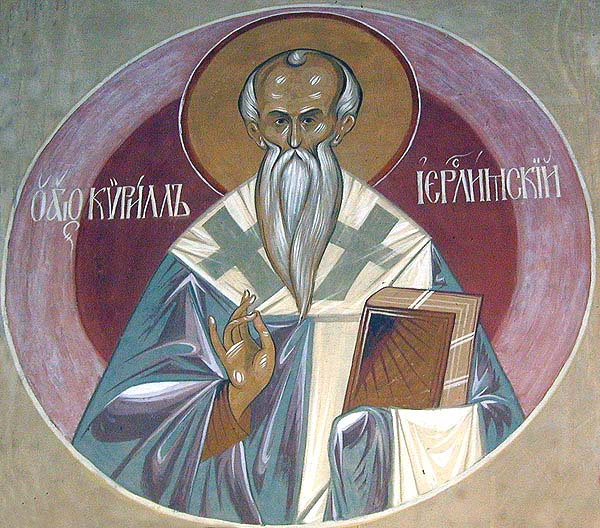
Svatý Cyril Jeruzalémský

Jak je uvedeno ve výše uvedeném citátu J. H. Srawleyho, Cyril Jeruzalémský (asi 315–386), který je uctíván jako světec římskokatolickou církví, pravoslavnou církví a anglikánským společenstvím, odlišoval to, co nazýval „katolickou církví“, od jiných skupin, které se také mohly označovat jako ἐκκλησία (shromáždění nebo církev):
Protože slovo Ecclesia se používá pro různé věci (jak je také napsáno o zástupu v divadle Efezanů: A když to řekl, rozpustil shromáždění Sk 19 (Kral, ČEP): Protože je správné a pravdivé říci, že existuje církev špatných, myslím tím shromáždění heretiků, marcionistů a manichejců a ostatních, proto vám nyní víra bezpečně předala článek: „A v jedné svaté katolické církvi“, abyste se vyhnuli jejich ničemným shromážděním a vždy zůstali u svaté katolické církve, v níž jste byli obnoveni. A budete-li někdy pobývat ve městech, neptejte se jen na to, kde je dům Páně (neboť i ostatní profánní sekty se pokoušejí nazývat svá doupata domy Páně), ani jen na to, kde je církev, ale kde je katolická církev. To je totiž zvláštní jméno této svaté Církve, matky nás všech, která je snoubenkou našeho Pána Ježíše Krista, Jednorozeného Syna Božího (Katechetické přednášky, XVIII, 26).

### Theodosius I.

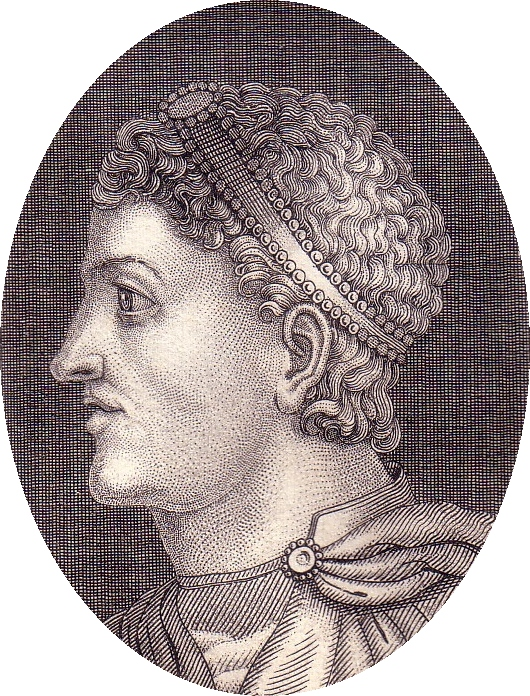
Theodosius I.

Theodosius I., císař v letech 379–395, prohlásil „katolické“ křesťanství za oficiální náboženství Římské říše a v Soluňském ediktu z 27. února 380 vyhlásil:
Přejeme si, aby všechny národy, které podléhají naší milosti a umírněnosti, pokračovaly ve vyznávání náboženství, které Římanům předal božský apoštol Petr, jak je zachovala věrná tradice a které nyní vyznává papež Damasus a Petr, biskup alexandrijský, muž apoštolské svatosti. Podle apoštolské nauky a učení evangelia věřme v jediné Božství Otce, Syna a Ducha svatého, ve stejném majestátu a ve svaté Trojici. Stoupencům tohoto zákona dovolujeme přijmout titul katoličtí křesťané; pokud však jde o ostatní, protože podle našeho soudu jsou to blázniví pomatenci, nařizujeme, aby byli označeni potupným jménem kacířů a neodvažovali se dávat svým shromážděním název církve. V první řadě je stihne trest božího odsouzení a v druhé řadě trest, který se naše autorita v souladu s vůlí nebes rozhodne udělit. Theodosiánský kodex XVI.i.2.

### Svatý Jeroným
Sv. Jeroným napsal Augustinovi z Hippo v roce 418: „Katolíci tě ctí a váží si tě jako toho, kdo nově ustanovil starou víru“.

### Svatý Augustin

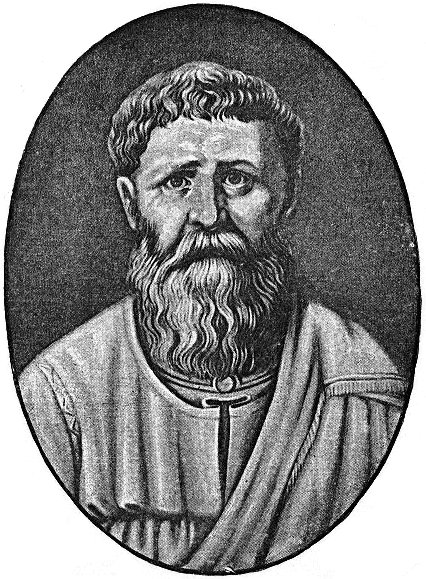
Svatý Augustin

Jen o něco později použil termín „katolický“ také svatý Augustin z Hippo (354–430), aby odlišil „pravou“ církev od heretických skupin:
V katolické církvi je mnoho dalších věcí, které mě oprávněně drží v jejím lůně. V církvi mě drží souhlas lidí a národů; stejně tak její autorita, nastolená zázraky, živená nadějí, rozšířená láskou, upevněná věkem. Drží mě posloupnost kněží, počínaje samotným stolcem apoštola Petra, jemuž ho Pán po svém zmrtvýchvstání svěřil, aby pásl jeho ovce – Jan 21, 15–19 (Kral, ČEP), až po současný episkopát.
A konečně i samotné jméno katolická, které si církev ne bezdůvodně uprostřed tolika herezí zachovala, takže i když si všichni heretici přejí být nazýváni katolíky, když se jich někdo cizí zeptá, kde se schází katolická církev, žádný heretik se neodváží ukázat na svou kapli nebo dům.
Takové jsou tedy co do počtu a významu vzácné vazby patřící ke křesťanskému jménu, které věřícího uchovávají v katolické církvi, jak je správné, že ... U tebe, kde není nic z toho, co by mě přitahovalo nebo udržovalo... Nikdo mě neodvede od víry, která poutá mou mysl pouty tak četnými a tak silnými ke křesťanskému náboženství... Pokud jde o mne, neměl bych věřit evangeliu jinak, než pohnut autoritou katolické církve.
– Svatý Augustin (354–430): Proti Manichejově epištole nazvané Fundamentální, kapitola 4: Důkazy katolické víry.

### Vincenc Lerinský
Augustinův současník, svatý Vincenc Lerinský, napsal v roce 434 (pod pseudonymem Peregrinus) dílo známé jako Commonitorium („Memoranda“). Trval na tom, že stejně jako lidské tělo se i církevní učení vyvíjí, přičemž si skutečně zachovává svou identitu (§ 54–59, kapitola XXIII.), a zároveň uvedl:
V samotné katolické církvi je třeba dbát na to, abychom se drželi té víry, které věřili vždy a všude všichni. Neboť ta je skutečně a v nejpřísnějším smyslu „katolická“, která, jak prohlašuje sám název a důvod věci, zahrnuje všechny univerzálně. Toto pravidlo budeme dodržovat, budeme-li se řídit univerzalitou, starobylostí, souhlasem. Budeme se řídit všeobecností, budeme-li vyznávat tu jedinou víru jako pravou, kterou vyznává celá církev na celém světě; starobylostí, nebudeme-li se v žádném případě odchylovat od těch výkladů, které, jak je zřejmé, notoricky zastávali naši svatí předkové a otcové; souhlasem, podobně, budeme-li se v samotné starobylosti držet souhlasných definic a určení všech nebo alespoň téměř všech kněží a doktorů.
– Commonitorium o starobylosti a univerzálnosti katolické víry proti profánním novotám všech herezí, oddíl 6, konec kapitoly II.

### Katolická církev a pravoslavná církev
V prvních staletích křesťanských dějin byla většina křesťanů, kteří se řídili učením obsaženým v Nicejském vyznání víry, spojena jedním společným a nerozděleným katolictvím, které spojovalo latinsky mluvící křesťany na západě a řecky mluvící křesťany na východě. V té době měly pojmy „východní katolík“ a „západní katolík“ zeměpisný význam, který obecně odpovídal existujícímu jazykovému rozlišení mezi řeckým východem a latinským západem. Navzdory různým teologickým a církevním neshodám mezi křesťanskými sídly se zachovala společná katolicita. Velký spor vznikl mezi 9. a 11. stoletím. Po schizmatu mezi Východem a Západem se pojem společné katolicity rozpadl a každá strana začala rozvíjet vlastní terminologickou praxi.
Všechny velké teologické a církevní spory na křesťanském Východě nebo Západě byly běžně doprovázeny snahou sporných stran upřít si navzájem právo používat slovo „katolický“ jako označení sebe sama. Poté, co Řím přijal do Nicejského vyznání víry klauzuli Filioque, začali pravoslavní křesťané na Východě označovat stoupence filioquismu na Západě jen jako „latiníky“ a nepovažovali je již za „katolíky“.
Převládající názor v pravoslavné církvi, že všichni západní křesťané, kteří přijali interpolaci Filioque a neortodoxní pneumatologii, přestali být katolíky, zastával a prosazoval slavný pravoslavný kanonista Theodor Balsamón, který byl patriarchou Antiochie. V roce 1190 napsal:
Kdysi slavné shromáždění západní církve, tedy římská církev, se po mnoho let oddělovalo v duchovním společenství od ostatních čtyř patriarchátů a oddělilo se tím, že přijalo zvyky a dogmata cizí katolické církvi a pravoslavné ... Žádný latiník by tedy neměl být posvěcen rukama kněží skrze božské a neposkvrněné Tajiny, pokud předtím neprohlásí, že se zdrží latinských dogmat a zvyků a že se přizpůsobí praxi pravoslavných.
Na druhé straně prohlubujícího se rozkolu byli pravoslavní západními teology považováni za schizmatiky. Vztahy mezi Východem a Západem ještě více odcizily tragické události masakru latiníků v roce 1182 a vyplenění Konstantinopole v roce 1204. Po těchto krvavých událostech následovalo několik neúspěšných pokusů o smíření (viz: Druhý lyonský koncil, Florentský koncil, Brestská unie, Užhorodská unie). V období pozdního středověku a raného novověku se terminologie značně zkomplikovala, což vedlo k vytvoření paralelních a konfrontačních terminologických systémů, které v celé své složitosti existují i ve 21. století.
V raném novověku se na Západě hojně používal zvláštní termín „nekatolík“ pro označení všech, kteří byli považováni za zastánce heretických teologických názorů a nestandardních církevních praktik. V době protireformace používali horliví členové katolické církve termín nekatolík k označení protestantů i pravoslavných křesťanů. Tento termín byl považován za natolik urážlivý, že se koncil Srbské pravoslavné církve, který se konal v roce 1790 v Temešváru, rozhodl zaslat oficiální žádost císaři Leopoldu II. s prosbou, aby zakázal používání termínu „nekatolík“.

### Luteránství
Augsburské vyznání, které se nachází v Knize svornosti a je souhrnem víry luteránů, učí, že „víra, jak ji vyznávají Luther a jeho následovníci, není nic nového, nýbrž pravá katolická víra, a že jejich církve představují pravou katolickou nebo univerzální církev“. Když luteráni v roce 1530 předložili Augsburské vyznání císaři Svaté říše římské Karlu V., věří, že „ukázali, že každý článek víry a praxe je věrný především Písmu svatému a pak také učení církevních otců a koncilů“.